# 迪尔帕克 (马里兰州)
迪尔帕克（英語：Deer Park）是一個位於美國馬里蘭州加勒特縣的市鎮。

## 人口
根據2020年美國人口普查的數據，迪尔帕克的面積為2.59平方千米，當中陸地面積為2.59平方千米，而水域面積為0.00平方千米。當地共有人口303人，而人口密度為每平方千米117人。